# Fally Ipupa
Fally Ipupa N'simba, noto come Fally Ipupa (Kinshasa, 14 dicembre 1977), è un cantante della Repubblica Democratica del Congo.

## Biografia
Fally Ipupa ha vinto i suoi primi due MTV Africa Music Awards nel 2010, anno in cui ha trionfato nelle categorie di miglior francofono e miglior video musicale per Sexy Dance. L'anno successivo è stato candidato ai BET Awards per il Best International Act: Africa.
Il suo quarto album in studio, dal titolo Tokooos (2017), ha conseguito la certificazione d'oro dalla Syndicat national de l'édition phonographique per le oltre 50 000 unità equivalenti, regalandogli il suo miglior posizionamento nella Top Albums francese. Anche i dischi successivi, Control (2018), Tokooos II (2020) e Formule 7 (2022) sono entrati nella top 100 francese. Il cantante ha ricevuto la nomination per l'MTV Europe Music Award al miglior artista africano.

## Discografia

### Album in studio
- 2006 – Droit chemin
- 2009 – Arsenal de belles melodies
- 2013 – Power "Kosa Leka"
- 2017 – Tokooos
- 2018 – Control
- 2020 – Tokooos II
- 2022 – Formule 7

### Album dal vivo
- 2010 – Concert au Zénith
- 2013 – Live apocalypse 22
- 2013 – Luanda Angola: Live
- 2013 – Remeo Golf: Live
- 2013 – Mayi ya pembe
- 2014 – Festival international des étoiles

### Singoli
- 2007 – Live à Abidjan
- 2011 – French Kiss
- 2014 – Original
- 2016 – Sweet Life (feat. 2 Face & Naeto C)
- 2016 – Kiname (feat. Booba)
- 2017 – Eloko oyo
- 2017 – Jeudi soir
- 2018 – The Weekend (con Kaysha)
- 2018 – École
- 2018 – Canne à sucre
- 2019 – Ça bouge pas
- 2020 – Allô téléphone
- 2020 – Message
- 2020 – Likolo (feat. Ninho)
- 2021 – Berna Reloaded (con Flavour e Diamond Platnumz)
- 2021 – Nzoto
- 2022 – Bloqué
- 2022 – Science-Fiction
- 2022 – Se Yo
- 2022 – Garde du cœur (feat. Charlotte Dipanda)
- 2023 – Nous2
- 2023 – Diamant (con Masidi)
- 2024 – Lelo (con DJ Faya)
- 2024 – Chez toi, chez moi (con M. Pokora)
- 2024 – 207 (con René Soso Pembe)
- 2024 – IFA (con Oxlade)
- 2024 – Médusa (con Tengaïshy)
- 2025 – Smarta with Data (con Simi e Diamond Platnumz)